# Streptofity
Streptofity (Streptophyta) – takson roślin różnie definiowany, obejmujący zasadniczo rośliny określane dawniej jako wyższe oraz ramienice i spokrewnione z nimi glony.
Pierwotnie, w ujęciu Charlesa Jeffreya, Streptophyta były gromadą roślin charakteryzujących się gametami niesymetrycznymi, spiralnie skręconymi, z jedną lub dwiema wiciami, ewentualnie zredukowanymi do jąder komórkowych o funkcji gamet, a także gametangiami zebranymi w grupy. Taki klad obejmuje oprócz roślin lądowych ramienice właściwe, a jego kladami siostrzanymi miały być Isophyta (Chlamydomonadophyta), czyli klasycznie ujmowane zielenice oraz Zygophyta (Zygnemophyta) czyli sprzężnice. Później, wraz z rozszerzaniem zakresu taksonu Charophyta, rozszerzał się zakres taksonu Streptophyta. Według ujęcia Kennetha G. Karola i jego współpracowników z 2001 nazwa Charophyta powinna obejmować właśnie wszystkie rośliny z grupy Streptophyta. Czasem jest odwrotnie i w anglojęzycznej literaturze spotykane jest określenie streptophyte algae dla przedstawicieli streptofitów będących tradycyjnie uznawanymi za glony, a więc taksonu odpowiadającego Charophyta rozumianego szeroko, ale bez roślin telomowych.
Część badań wskazuje, że klad bazalny dla Streptophyta tworzy jednokomórkowy wiciowiec Mesostigma viridae.

## Taksony podrzędne

### Jeffrey 1967[2]
- gromada Streptophyta (Anthocerophyta)
  - podgromada Charicae (klasycznie ujmowane ramienice)
  - podgromada Anthocericae (odpowiadające współcześnie wyróżnianemu kladowi rośliny telomowe)

### Bremer i Wanntorp 1981[5]
- gromada Streptophyta
  - podgromada Charophytina
  - podgromada Embryophytina

### Ruggiero i in. 2015[6]
- infrakrólestwo Streptophyta
  - nadtyp Charophyta
  - nadtyp Embryophyta

### Adl i in. 2019[7]
W systemie tym niektóre klady reprezentowane są przez pojedyncze rodzaje (w takich sytuacjach zwykle tworzone są monotypowe taksony wyższych rang np. Mesostigmatophyceae obejmujące tylko rodzaj Mesostigma, jednak autorzy zrezygnowali z tej konwencji).
- Streptophyta Bremer & Wanntorp 1981 (Charophyta Migula 1897, emend. Karol et al. 2009, Charophyceae Smith 1938, Jeffrey 1967, Streptophyta Mattox and Stewart 1984)
  - Chlorokybus
  - Mesostigma
  - Klebsormidiophyceae
  - Phragmoplastophyta
    - Zygnematophyceae – sprzężnice
    - Coleochaetophyceae
    - Charophyceae – ramienicowe
    - Embryophyta – rośliny telomowe